# Мусье, Эдмон
Мишель Эдмон Мусье (фр. Michel Edmond Moussié; 26 марта 1888, Бордо — 8 октября 1933, Париж) — французский предприниматель и меценат, а также яхтсмен, участвовавший в Олимпийских играх 1924 года.

## Биография
Родился в буржуазной семье. По материнской линии племянник художника Поля Антена. После смерти отца в 1910 году возглавил семейный бизнес, связанный с морскими грузоперевозками, и реорганизовал его в Коммерческое общество морских грузоперевозок и топливных материалов (фр. Société Commerciale d’Affrètement et de Combustibles, S.C.A.C.). В 1918 году стал главным организатором и избранным председателем Коммерческого объединения Бордо-Бассанс (фр. Union Commerciale de Bordeaux Bassens), занявшегося постройкой модернизированного порта в пригороде Бордо Бассансе. Одновременно занимался вместе с американскими контрагентами реконструкцией набережных в Бордо, в связи с чем был избран одним из почётных председателей Американской торговой палаты во Франции.
В 1923 году передал непосредственное управление бизнесом младшему брату Габриэлю, сохранив за собой членство в советах управления, и переселился в Париж. Участвовал в различных предпринимательских проектах — в частности, в 1931 году выступил одним из учредителей Анонимного общества французских кафе и ресторанов (фр. Société Anonyme des Cafés et Restaurants Français), управлявшего, среди прочего, постройкой ресторана «Колизей» на площади Клиши в Париже по амбициозному проекту архитектора Шарля Сиклиса.

## Меценат
Непосредственное участие Мусье в культурной жизни Франции началось в 1919 году, когда он принял на себя ответственность за организацию павильона декоративного искусства на Ярмарке Бордо. В том же году вместе с дизайнером Мишелем Дюфе Мусье основал парижский журнал «Les feuillets d’art», на страницах которого публиковались ведущие писатели и художники Франции — от Анатоля Франса до Марселя Пруста. Журнал выходил на средства Мусье в течение года, затем по финансовым причинам был приостановлен и через год возобновлён уже Люсьеном Фогелем. Одновременно Дюфе занимался оформлением виллы «Бризеида», приобретённой Мусье в Аркашоне. В 1922 году Мусье стал одним из основателей Общества декоративных искусств Бордо и Юго-Запада (фр. Société des Arts Décoratifs de Bordeaux et du Sud-Ouest), в течение трёх лет проводившего в городе выставки.
Портрет Мусье написан в 1918 году Жаном Габриэлем Домергом.

## Спорт
Братья Мусье были заядлыми яхтсменами, членами парусного клуба в Аркашоне (Габриэль Мусье многие годы был его председателем). Представляя этот клуб, Эдмон Мусье принял участие в соревнованиях по парусному спорту на Олимпиаде 1924 года, проходивших в Гавре. В состязаниях шестиметровых яхт его команда заняла пятое место.